# Mazar
Mazar – był to typ mauzoleum w architekturze islamu w Azji Środkowej. W średniowieczu mazar był budowany na planie centralnym z cegły palonej, kryty najczęściej kopułą. Fasada frontowa posiadała dekoracyjny portyk lub liwan.